# Каракудук (Бурлинский район)
Каракудук (каз. Қарақұдық, до 2020 г. — Тихоновка) — село в Бурлинском районе Западно-Казахстанской области Казахстана. Административный центр и единственный населённый пункт Каракудукского сельского округа. Код КАТО — 273663100.

## Население
В 1999 году население села составляло 679 человек (337 мужчин и 342 женщины). По данным переписи 2009 года в селе проживало 356 человек (182 мужчины и 174 женщины).